# Kærlighed på kuranstalten
Kærlighed på kuranstalten (originaltitel A Self-Made Failure) er en amerikansk stumfilm fra 1924 instrueret af William Beaudine.

## Medvirkende
- Lloyd Hamilton som Breezy
- Ben Alexander som Sonny
- Matt Moore som John Steele
- Patsy Ruth Miller som Alice Neal
- Mary Carr som Neal
- Sam De Grasse som Cyrus Cruikshank
- Charles Reisner som Spike Malone
- Victor Potel som Pokey Jones